# 一家之主 (電視劇)
《一家之主》（英語：Man with a Plan）是一部由傑基和傑夫·菲爾戈開創，於2016年10月24日在CBS開播的美国喜剧电视连续剧。
2017年3月23日，本劇獲CBS第2季續訂, 于2017年11月13日首播。
2018年5月12日，本劇獲CBS第3季續訂, 计划于2019年2月4日首映。

## 演員和角色

### 主要
- 麥特·勒布郎 飾演 亚当·伯恩斯
- 莉莎·斯奈德（英语：Liza Snyder） 飾演 安迪·伯恩斯
- 傑西卡·沙芬（英语：Jessica Chaffin） 飾演 玛丽·法尔多纳多
- 馬特·庫克（英语：Matt Cook (actor)） 飾演 洛厄尔
- 格蕾絲·考夫曼 飾演 凯特·伯恩斯
- 哈拉·芬利 飾演 泰迪·伯恩斯
- 馬修·麥肯 飾演  艾米·伯恩斯
- 戴安娜·玛丽亚·里瓦（英语：Diana-Maria Riva） 飾演 罗德里格斯太太
- 凱文·尼龍 飾演 唐·伯恩斯
- 斯泰西·基齊 飾演 喬·伯恩斯
- 卡莉·羅查（英语：Kali Rocha） 飾演 玛西·伯恩斯

### 定期
- 史沃塞·克茲（英语：Swoosie Kurtz） 飾演 贝弗利·伯恩斯
- 克里斯汀·伍兹（英语：Christine Woods） 飾演 丽莎·麦卡弗里
- 雪莉·谢波德（英语：Sherri Shepherd） 飾演 乔伊
- 蒂姆·梅多斯（英语：Tim Meadows） 飾演 鲁迪